# Bharat Petroleum
Bharat Petroleum ist ein indisches Unternehmen mit Firmensitz in Mumbai. Das Unternehmen wird mehrheitlich von der indischen Regierung kontrolliert.
Bharat Petroleum ist als Mineralölunternehmen tätig und wurde 1976 gegründet. Rund 13.000 Mitarbeiter (Stand 2016) werden unter der Leitung von Shri. S. Varadarajan vom Unternehmen beschäftigt.